# Oltenești
Oltenești – wieś w Rumunii, w okręgu Vaslui, w gminie Oltenești. W 2011 roku liczyła 431 mieszkańców.